# Discovery Channel
Discovery Channel (в анонсах Discovery, читается как Диска́вери че́нэл) — тематический познавательно-развлекательный спутниковый и кабельный платный телеканал, а также одноимённая телесеть, телеканалы которой доступны для просмотра на множестве языков и во многих странах мира. Вещание телеканала основано на документальных передачах о науке, технологии и истории. Стиль передач канала — научно-популярный. Целевая аудитория — мужчины в возрасте 25-49 лет. Входит в семейство каналов Warner Bros. Discovery.

## История канала
Джон Хендрикс основал канал и компанию Cable Educational Network Inc., которая занималась его развитием, в 1982 году. В число инвесторов вошли BBC, Allen & Company and Venture America. Стартовый капитал, обеспечивший запуск, составил $ 5 млн, и Discovery Channel начал своё вещание 17 июня 1985 года программой Iceberg Alley («Долина айсбергов»). Изначально он был доступен 156 000 подписчикам и транслировался 12 часов в сутки — с 15:00 до 3:00. Около 75 % программной сетки приходилось на контент, который ранее никогда не был показан на телевидении США.
В первые годы вещания канал фокусировался на программах образовательного характера: документальных фильмах о дикой природе, науке и истории. Кроме того, он показал американским зрителям несколько программ советского телевидения, в том числе новостную программу «Время», первый выпуск которого вышел 1 января 1968 г. на ЦТ СССР.
В 1988 году вышел первый в истории канала тематический цикл «Неделя акул» — этот новый формат был тепло принят зрителями, а цикл стал ежегодным.
В 1989 году канал начал международное вещание: первыми его зрителями за пределами США стали жители стран Скандинавии и Великобритании. Новый контент сильно отличался от того, что показывали ключевые британские каналы, поэтому Discovery Channel очень быстро завоевал популярность у аудитории. Похожая ситуация была и в Скандинавии. Следующими регионами стали Азия, Латинская Америка, Европа, Ближний Восток и Африка, где вещание было запущено пять лет спустя.
К 1990 году канал насчитывал более 50 млн подписчиков в США.
В России вещание началось в 1998 году, см. раздел ниже.
В начале 2000-х годов канал начал менять концепцию, чтобы привлечь более широкую аудиторию: он стал показывать больше программ, отражающих события реальной жизни. Discovery Channel сфокусировался на таких темах, как автомобили, различные профессии, расследования.
В 2005 году Discovery Channel изменил программное наполнение, включив в сетки больше программ на научно-популярные и исторические темы.
4 января 2006 года Discovery Channel получил семь номинаций на премию «Эмми», в том числе к награде были представлены такие программы, как The Flight that Fought Back (документальный проект о захвате рейса 93 авиакомпании United Airlines во время серии терактов 11 сентября 2001 года) и «Смертельный улов» (программа о работе краболовов в Беринговом море).
В 2010 году Discovery Communications отметила 25-летие запуском глобальной волонтёрской инициативы Impact Day.
В 2012 году Discovery Communications и обсерватория Лоуэлла завершили работу над созданием телескопа Discovery Channel Telescope диаметром 4,3 метра — пятый по величине наземный оптический телескоп в континентальной части США. Он расположен в Хэппи Джек (штат Аризона).
В декабре 2015 года Discovery Communications запустила в США свой первый VOD-сервис TV Everywhere, где можно было смотреть в отложенном режиме программы Discovery Channel и ещё восьми каналов из портфолио Discovery.

## Известные программы
- Top Gear
- Американский чоппер
- Атлас Discovery
- Битва за контейнеры
- Битва за недвижимость
- Быстрые и громкие
- Выжить вместе
- Выжить любой ценой
- Голые и напуганные
- Грязная работёнка
- Динамо: невероятный иллюзионист
- Золотая лихорадка
- Золотая лихорадка: Берингово море
- Изобрести будущее
- Искривление времени
- Как устроена Вселенная
- Как это работает?
- Как это сделано?
- Как это устроено?
- Колония
- Махинаторы
- Молниеносные катастрофы
- Мозголомы: насилие над наукой
- Мятежный гараж
- Наваждение
- Настоящие аферисты
- Неделя акул
- Оружие будущего
- Остров с Беаром Гриллсом
- Открыть неизвестное с Джошем Бернштейном
- Охотники за складами
- Очевидец
- Парни с пушками
- Разрушители легенд
- Речные монстры
- Сибирская рулетка
- Сквозь кротовую нору с Морганом Фрименом
- Смертельный улов
- Тайны боевых искусств
- Техногеника
- Эд Стаффорд: выживание без купюр
- Экстремальные машины
- Я не должен был выжить
- Взрывая историю

## Международное вещание
С ноября 2009 по январь 2010 года выходил промо-ролик I Love the World.
В сентябре 2010 года Discovery Networks (подразделение ведущей медиакомпании Discovery Communications) и интернет-портал Rambler.ru запустили русскоязычный сайт Discovery Channel.
С 1 ноября 2010 вещает украинская версия телеканала, «Discovery Channel Украина». Discovery Networks EMEA, подразделение Discovery Communications, объявляет о запуске новой сетки вещания Discovery Channel, адаптированной для украинских зрителей.

## Discovery Channel в России
Discovery Channel вещал в России с 21 апреля 1998 по 9 марта 2022 года. Первоначально телеканал ретранслировался оператором платного телевидения «Космос-ТВ», сегодня он входит в пакеты большинства операторов платного ТВ. Локализацией канала для российских зрителей занималась компания ZoneVision (как и многих других зарубежных телеканалов). С 2006 года телеканал сменил своего российского дистрибьютора на компанию Media Broadcasting Group Ltd.
В первые годы вещания канал представил программы о России и россиянах. Так, в 2000 году на Discovery Channel был показан фильм о том, как в Сибири были найдены и освобождены из-подо льда останки мамонта.
В 2005 году в эфир вышла программа «Осада Беслана», которая была показана на Discovery Channel в Европе, на Ближнем Востоке, в Африке и Азии. Оба проекта получили высшие награды в номинациях «Актуальная документалистика» и «Телевизионная документалистика — культура и общественно-политическая жизнь» на 58-й церемонии награждения Prix Italia в Венеции.
В 2006 году в Ирбите (Свердловская область) прошли съемки российского выпуска программы «Испытание на прочность».
В августе 2007 года в Россию приезжал известный футбольный вратарь Петер Шмейхель для съёмок программы «Грязная работёнка с Петером Шмейхелем». Петер побывал в Ярославле, где сортировал мусор на перерабатывающем заводе и валял валенки, и в Калининграде, где ведущий, рассказывая о профессии водолазов, чистил суда от ила и грязи.
В декабре 2007 года была запущена локальная сетка вещания.
В феврале 2008 года на Discovery Channel вышла в эфир серия короткометражных документальных фильмов о России и россиянах. В работе над ними приняли участие известные российские режиссеры-документалисты: Алексей Ханютин, президент Гильдии неигрового кино и телевидения России, представил проект о московском метро; Мария Соловцова, дочь известного актёра и режиссера-документалиста Валерия Соловцова, познакомила зрителей с Олегом Куваевым, создателем Масяни; Екатерина Галич, принимавшая участие в создании фильма «Питер FM», рассказала о Михаиле Пучкове, который сам построил подводную лодку для личного пользования.
В августе того же года в Россию приезжал Беар Гриллс для съёмок одного из выпусков программы «Выжить любой ценой», действие которой происходило в Сибири.
В марте 2009 года Discovery Channel показал выпуск программы «Рожденные в катастрофах» о строительстве башни «Федерация» в Москве.
В том же 2009 году был снят документальный фильм про российского серийного убийцу из Битцевского леса - Александра Пичушкина
В июне 2011 года первым российским ведущим канала стал главный редактор журнала «Популярная механика» Сергей Апресов (в настоящее время — главный редактор журнала «Вокруг света»), который вёл программу «Дело техники».
В апреле 2012 года Discovery Channel стал впервые доступен подписчикам мобильного телевидения в России. В октябре того же года на канале состоялась премьера программы «Спецназ на задании», съёмки которой прошли в России, Румынии и Польше. В ноябре Антон Комолов стал ведущим программы «Как мы изобрели мир».
В 2013 году Discovery Channel разыграл среди зрителей 100-граммовый слиток золота в рамках промокампании программы «Золотая лихорадка».
С 2015 года развитием и распространением канала в России занималась компания «Медиа Альянс» — совместное предприятие глобальной компании Discovery, Inc. и «Национальной Медиа Группы».
В 2015 году вышел документальный фильм «Гонка на вымирание», который стал предостережением и призывом к действию для миллионов людей. Работа режиссёра-документалиста Луи Сайхойоса посвящена животным, которые вымерли или находятся на грани вымирания по вине человека. Программа транслировалась одновременно в 220 странах мира, включая Россию.
В том же году ведущим программы «Как устроена Вселенная» стал актёр Константин Хабенский. Позднее, в 2019 году, ведущим её нового сезона стал актёр и режиссёр Фёдор Бондарчук.
В 2019 году Discovery Channel показал проект «Спасти тигра», а компания Discovery, Inc. в партнёрстве с Всемирным фондом дикой природы (WWF) оказала финансовую поддержку дальневосточному национальному парку «Бикин». Фильм, снятый режиссером Россом Кауфманом, был представлен 27 января на фестивале Sundance, а 31 марта состоялась его российская премьера. Съемки проходили в дальневосточном заповеднике «Бикин», которым руководит Павел Фоменко, а также в Индии. Росс Кауфман посетил Россию в рамках премьеры фильма.
Программа передач канала сочетает международный контент и проекты, снятые или адаптированные специально для России. При этом использовались различные пути локализации:
- Съёмка программ о событиях, происходивших в России и СССР, силами зарубежных съёмочных групп: «Осада Беслана» (2005), «Сибирская рулетка» (2014).
- Съёмка отдельных выпусков о России в составе международных программ. В ряде случаев ведущие программ специально для этого приезжают в Россию: «В поисках боевых искусств» (2008), «Выжить любой ценой» (2009).
- Российские ведущие представляют контент, снятый за рубежом: «Как мы изобрели мир» — Антон Комолов (2012), «Как устроена Вселенная» — Константин Хабенский (2015), Фёдор Бондарчук (2019)
- Приглашение российских знаменитостей для озвучивания. В разные годы программы канала озвучивали Гарик Харламов, Тимур Батрутдинов, Антон Комолов, Николай Фоменко, Оскар Кучера, Михаил Петровский, Александр Демидов и другие.
- Показ программ, снятых в России силами российских съёмочных групп: «Трасса Колыма: добраться вопреки» (2014, совместно с «Первым каналом»), «Байкал: моторы и лед» (2019).

В 2009—2010, 2013—2015, 2017 и 2019 годах канал удостаивался премий «Золотой луч» в различных номинациях.
В начале марта 2022 года прекратил вещание в России на фоне вторжения России на Украину.

## Игровые фильмы
В 2014 году Discovery Channel показал первый в своей истории игровой фильм — им стал шестисерийный мини-сериал «Клондайк», снятый по мотивам бестселлера Шарлотты Грей. Продюсером фильма выступил Ридли Скотт, а главную роль исполнил Ричард Мэдден.
В 2016 году канал представил ещё один игровой сериал — «Харли и братья Дэвидсон», в котором снялись Михиль Хёйсман,Роберт Арамайо и Баг Холл.

## Серия телеканалов
В России вещание ведётся подразделением Discovery Channel Russia. Следующие каналы входят в список вещания на русском языке.
| Название телеканала        | Дата запуска | Дата запуска русскоязычной версии телеканала | формат изображения | Заметки |
| -------------------------- | ------------ | -------------------------------------------- | ------------------ | --- |
| Discovery Channel          | 17.06.1985   | 21.04.1998                                   | 16:9 SD/HD         | Познавательно-развлекательный телеканал, который предлагает зрителям программы о популярной науке и инженерии, автомобилях и другой технике, выживании и неординарных путешествиях, добыче золота, аукционах и о многом другом.          |
| Discovery Science          | 20.07.1997   | 19.01.1999                                   | 16:9 SD/HD         | Канал, посвящённый научным программам и достижениям науки и техники |
| Animal Planet              | 1.10.1996    | 18.02.1997                                   | 16:9 SD/HD         | Телеканал о мире животных |
| Discovery Turbo Xtra       |              | 1.09.2015                                    | 16:9 SD/HD         | |
| Discovery HD Showcase      | 18.01.2005   | 18.03.2008                                   | 16:9 HD            | Канал показывает научно-популярные и документальные фильмы, о природе и окружающей среде, различных сооружениях и достижениях человека.                                                                                                  |
| ID Investigation Discovery | 20.02.1996   | 14.04.2009                                   | 16:9 SD/HD         | Телеканал о преступлениях и их расследованиях |
| TLC                        | 14.03.1972   | 14.01.2011                                   | 16:9 SD/HD         | Заменил Travel & Living (бывший Discovery Travel & Adventure) Развлекательные программы о реальной жизни, где тесно переплетено волнительное, трогательное, необычное и эксцентричное. TLC понимает современных женщин, и чем они живут. |
| Eurosport 1                | 05.02.1989   | 16.07.1995                                   | 16:9 SD/HD         | Спортивный телеканал, ранее принадлежавший TF1 Group. |
| Eurosport 2                | 10.01.2005   | 29.08.2005                                   | 16:9 SD/HD         | |

## Рейтинги телеканала
Научные достижения
Руководство телеканала опубликовало десять наиболее значимых научных достижений первого десятилетия XXI века на сайте телеканала за две недели до конца 2009 года (рейтинг был составлен редакцией телеканала). Основной критерий отбора: «Значение этих открытий будет проявляться ещё долгие годы».

## Критика
Критике подвергались некоторые фильмы, которые были заявлены телеканалом как документальные, тогда как они были сняты в жанре «мокьюментари».